# Bereżest (stacja kolejowa)
Bereżest (ukr. Бережесть) – stacja kolejowa w miejscowości Bereżest, w rejonie korosteńskim, w obwodzie żytomierskim, na Ukrainie. Położona jest na linii Kalinkowicze – Szepetówka.
Jest to ukraińska stacja graniczna na granicy z Białorusią. Stacją graniczną po stronie białoruskiej jest Sławieczna. Przekraczają tu granicę składy kontenerowe Viking Train, łączące porty w Odessie i Kłajpedzie, w ramach jednego z projektów Nowego Jedwabnego Szlaku.